# Uyo
Uyo è una delle trentuno aree a governo locale (local government areas) in cui è suddiviso lo Stato di Akwa Ibom, nella Repubblica Federale della Nigeria.
Conta una popolazione di 309.573 abitanti.